# 37-й батальон территориальной обороны Запорожской области
37-й отдельный мотопехотный батальон «Запоріжжя» (укр. 37-й окремий мотопіхотний батальйон «Запоріжжя», в/ч А3137) — отдельный батальон, созданный в Запорожской области и включённый в состав 56-й отдельной механизированной бригады Сухопутных войск Украины.
Первоначально создан в 2014 году как 37-й батальон территориальной обороны «Запорожье» (укр. 37-й батальйон територіальної оборони «Запоріжжя») из добровольцев Запорожской области для участия в боевых действиях на Донбассе.

## Предшествующие события
19 марта 2014 года Совет национальной безопасности и обороны Украины принял решение о создании оперативных штабов при областных государственных администрациях пограничных областей Украины. 30 марта 2014 года и. о. президента Украины А. В. Турчинов поручил руководителям областных администраций начать создание батальонов территориальной обороны в каждой области Украины.
30 апреля 2014 года было принято официальное решение возложить функции создания батальонов территориальной обороны в каждой области Украины на областные военные комиссариаты.
6 мая 2014 года начался второй этап частичной мобилизации.
22 июля 2014 года Верховная Рада Украины приняла закон о третьей волне мобилизации, проведённой в период с 24 июля по 9 сентября 2014 года.

## Формирование батальона
Формирование батальона началось 29 августа 2014 года
По состоянию на 21 сентября 2014 численность батальона составляла 115 военнослужащих, 90 из них являлись участниками «Самообороны Запорожской области». В этот же день, военнослужащие батальона принесли присягу на бывшей авиабазе училища подготовки лётчиков ДОСААФ в селе Широкое.
По состоянию на 7 октября 2014, батальон был укомплектован личным составом на 50 %.

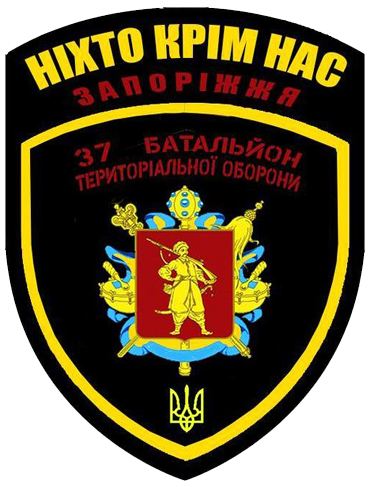
Эмблема 37-го БТрО ВСУ обр. 2014 года

21 октября 2014 был начат дополнительный набор в батальон, также в состав батальона была передана одна рота из 40-го батальона территориальной обороны.
23 октября 2014 областной военный комиссар Запорожской области Давид Моин сообщил, что батальон укомплектован личным составом на 80 %, но техника ещё не получена. Кроме того, он сообщил, что 37-й батальон будет пополнен военнослужащими 23-го батальона территориальной обороны.
Обеспечение потребностей батальона проходило при содействии со стороны областной администрации Запорожской области. Кроме того, батальон получал материальную помощь из внебюджетных источников:
- 21 сентября 2014 волонтёры передали батальону 90 перевязочных пакетов израильского производства[17]
- 23 сентября 2014 ОАО «Запорожский ферросплавный завод» выделил 513 тысяч гривен на обеспечение потребностей батальона, на которые были закуплены спальные принадлежности, инструменты, печки и др.[18]
- 2 октября 2014 районная администрация Пологовского района Запорожской области закупила и передала батальону 11 бронежилетов IV класса защиты украинского производства[19]
- 13 октября 2014 волонтёры общественной организации «Патріот»[20] передали батальону партию снаряжения (спальные мешки, термобельё, разгрузочные жилеты и приборы оптического наблюдения), медикаменты и продовольствие[21]
- 4 декабря 2014 по поручению городской администрации Запорожья и областного военкомата Запорожской области коммунальные предприятия Запорожья начали ремонт казарм и оборудование военно-полевой базы батальона[22] (всего на обустройство базы батальона из средств городского бюджета и коммунальных предприятий Запорожья было израсходовано 516 тыс. гривен)[23]
- 15 декабря 2014 батальону передали несколько маскировочных сетей, которые были изготовлены по инициативе учителей младших классов общеобразовательной школы № 4 Мелитополя на пожертвования школьников и их родителей[24]
- 19 декабря 2014 из городского бюджета Запорожья было выделено 516,6 тыс. гривен на обустройство базы батальона[25], 20 декабря 2014 танцевальный ансамбль «Радуга» передал батальону ещё 5 тыс. гривен[26][27]
- 24 декабря 2014 на средства, собранные в 14 детских садах Запорожья, батальону купили восемь бушлатов[28]
- в конце января 2015 организация «Добрые сердца» купила и передала батальону один бензиновый электрогенератор Firman FPG7800E2[29], а городское училище моды и стиля подарило 20 сшитых студентами спальных мешков[30]
- 13 февраля 2015 запорожская городская организация «Об’єднання „Самопоміч“ передала батальону 13 медицинских аптечек, набор гаечных ключей и продовольствие[31]

25 октября 2014 года 37-й батальон территориальной обороны Запорожской области был преобразован в 37-й отдельный мотопехотный батальон 93-й отдельной механизированной бригады.
22 декабря 2014 пресс-офицер батальона Александр Каховский сообщил, что в качестве официального гимна батальона утверждена песня „Попереду жахи шляхи!“ группы „Ot Vinta“
В мае 2015 года батальон передали из 93-й отдельной механизированной бригады в состав 56-й отдельной механизированной бригады.
В феврале 2016 года в соответствии с указом президента Украины П. А. Порошенко оказание шефской помощи батальону было поручено Полтавской областной государственной администрации.
4 июня 2016 года батальону вручили боевое знамя (дизайн которого разработал художник Роман Шостя).

## Деятельность

### Война в Донбассе
24 октября 2014, после завершения боевой подготовки батальон был направлен в зону боевых действий на юго-востоке Украины, он прибыл в район Селидово.
10 ноября 2014 во время миномётного обстрела украинского блокпоста в районе Донецкого аэропорта погиб один военнослужащий батальона.
14 ноября 2014 во время миномётного обстрела позиций батальона в районе Донецкого аэропорта погиб ещё один военнослужащий батальона
По состоянию на 21 ноября 2014, батальон находился в районе Дебальцево.
2 декабря 2014 батальон был переброшен в район Авдеевки, где нёс службу на семи опорных пунктах, прикрывая подходы к посёлку Пески и автотрассе Донецк — Горловка. Как сообщил в интервью командир батальона, блокпосты, на которых несли службу военнослужащие батальона, находились в Авдеевке, в Песках и в непосредственной близости от Донецкого аэропорта. Кроме того, по словам командира батальона, в это время помимо охранной службы и боевой подготовки, личный состав батальона занимался минированием и разминированием местности и пресечением противоправных действий в прифронтовой зоне.
28 декабря 2014 батальон был выведен на отдых в Запорожскую область.
15 января 2015 батальон был вновь направлен в зону боевых действий.
24 января 2015 в районе Мариуполя подразделение батальона было обстреляно из РСЗО „Град“, один военнослужащий был контужен, одна автомашина получила повреждения.
В феврале 2015 батальон занимал позиции в селе Широкино и занимался строительством укреплений.
2 апреля 2015 в селе Весёлый Гай совершил самоубийство покинувший расположение части солдат батальона И. Роменский.
5 апреля 2015 в районе н. п. Широкино наехал на противотанковую мину внедорожник с военнослужащими батальона, в результате взрыва погибли два военнослужащих батальона (ст. лейтенант Дмитрий Щербак и старший солдат Олег Макеев), ещё один получил тяжёлые осколочные ранения.
11 мая 2015 в городе Энергодар в результате взрыва ручной гранаты погиб ещё один военнослужащий батальона, самовольно покинувший расположение части.
29 мая 2015 министерство обороны Украины изменило место постоянной дислокации батальона, который был переведён из н. п. Широкое в здания на неиспользуемом аэродроме Токмак. Поскольку здания были неподготовленными для проживания, 30 мая 2015 военнослужащие батальона выступили против решения о переводе батальона в Токмак, их протест поддержал мэр Запорожья А. Син.
5 октября 2015 в районе Мариуполя в результате взрыва минно-взрывного устройства погиб один и были ранены ещё несколько военнослужащих батальона.
29 мая 2016 при возвращении разведывательной группы украинской армии через линию фронта юго-восточнее Павлополя под миномётным обстрелом погиб 1 военнослужащий 37-го батальона, старший солдат Богданов Денис Матвеевич..

### Вторжение России на Украину
В ходе российского вторжения батальон участвовал в обороне Мариуполя.

## Техника, вооружение и снаряжение
Личный состав батальона вооружён стрелковым оружием — автоматами АК-74 и АКС-74У, также есть РПГ-7.
Кроме того, на вооружение батальона была передана одна бронемашина БРДМ-2 (получившая название „Братан“), на которую позднее были установлены решётчатые противокумулятивные экраны.
3 октября 2014 командир батальона сообщил, что батальону передали автомобильную технику, полученную в ходе мобилизации: грузовики КамАЗ, ГАЗ-52 и ГАЗ-53 выпуска 1980-х годов, при этом часть транспорта требует ремонта
В ноябре 2014 года со складов министерства обороны Украины батальон получил три находившихся на хранении грузовика „Урал-375“, которые требовали ремонта. В конце декабря 2014 с помощью общественной организации „Патриоты Мелитопольщины“ первый грузовик был отремонтирован и восстановлен, его планируется передать в батальон в начале января 2015 года.
28 ноября 2014 батальону передали одну «скорую помощь» на базе УАЗ-452, которая получила название «Викуся».
15 января 2015 батальону передали внедорожник «Nissan» (в отличие от ранее полученной техники, автомашина была передана во временное пользование «до конца АТО»).
В начале апреля 2015 года на тыловом пункте управления батальона журналистам представили ещё одну партию техники и вооружения, полученную батальоном (тягач МТ-ЛБ, два 85-мм дивизионных орудия Д-44 и автобус «Икарус-260», полученный от завода «Запорожсталь»).

## Командиры
- 2014—2015: подполковник Александр Лобас[источник не указан 1135 дней]
- 2019—декабрь 2020: старший лейтенант Павел Петрович Лановенко («Морпех»)[источник не указан 1135 дней]
- апрель 2021—?: подполковник Максим Гребенник («Чибис», позже командир батальона 24-й бригады ВСУ, погиб 5 июня 2022 года)[источник не указан 1135 дней]